# Мельбек
Мельбек (нім. Melbeck) — громада в Німеччині, розташована в землі Нижня Саксонія. Входить до складу району Люнебург. Складова частина об'єднання громад Ільменау.
Площа — 16,17 км2. Населення становить 3496 ос. (станом на 31 грудня 2021).